# Onotoa

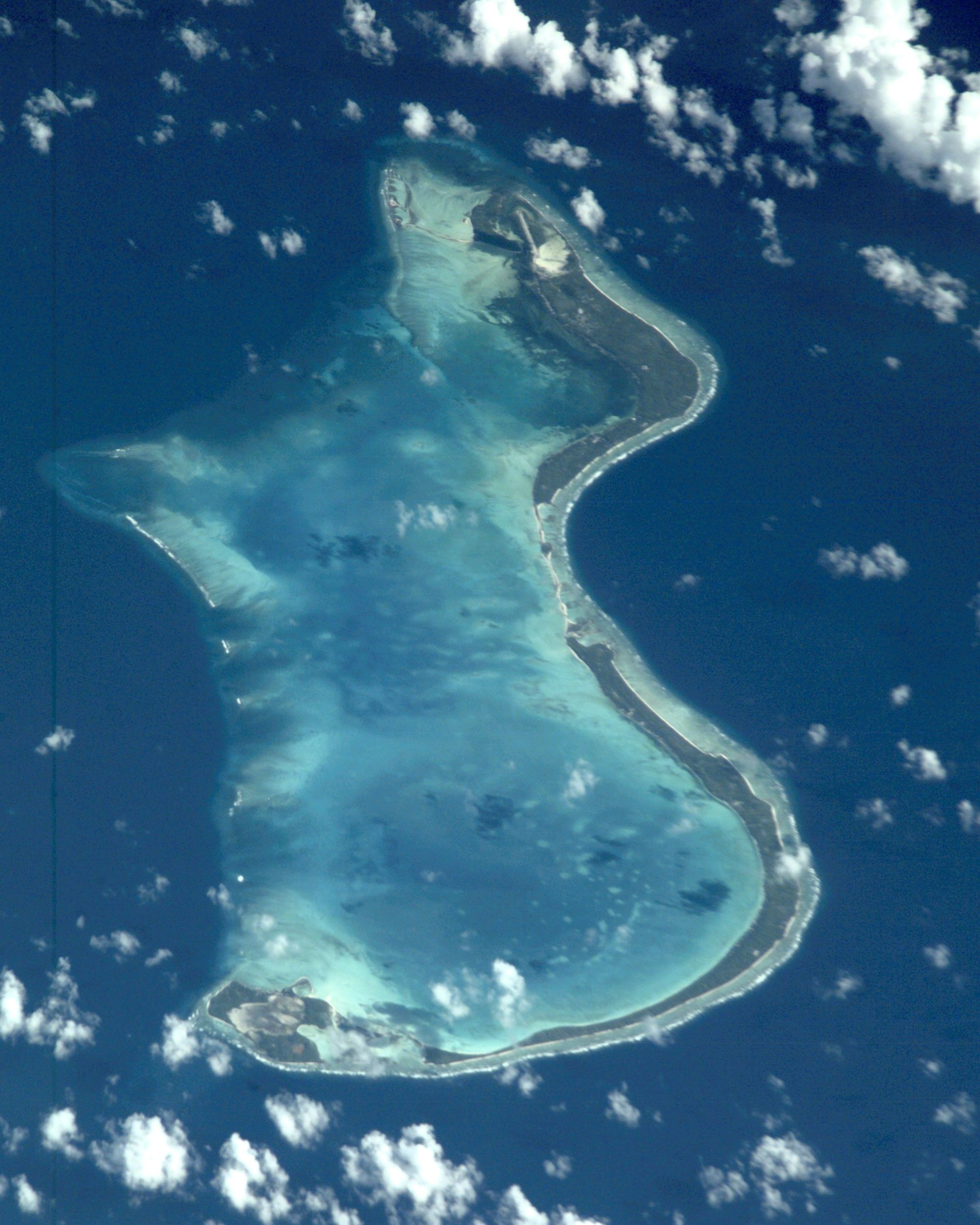
Onotoa, imagem de satélite

Onotoa é um atol e um distrito de Kiribati no Oceano Pacífico, a 65 km de Tamana, a menor das Ilhas Gilbert.
O atol é similar a muitos outros atóis nas Ilhas Gilbert, com muitas ilhas  e ilhéus no lado este. O lado oeste consiste em um recife de coral submerso que rodeia a lagoa central da ilha.